# Petra Papp
Petra Papp (ur. 22 sierpnia 1993 w Segedynie) – węgierska szachistka, arcymistrzyni od 2012 roku.

## Kariera szachowa
Wielokrotna reprezentantka Węgier w mistrzostwach świata i Europy juniorek w różnych kategoriach wiekowych. Srebrna medalistka drużynowych mistrzostw Europy juniorek do 18 lat (Jassy 2011). Mistrzyni Węgier juniorek do 16 lat (2009). Dwukrotna medalistka indywidualnych mistrzostw Węgier: złota (2012) oraz brązowa (2009).
Normy na tytuł arcymistrzyni wypełniła w latach 2009 (w Budapeszcie, turniej First Saturday), 2011 (w Cappelle-la-Grande) oraz 2012 (w Moskwie, turniej Aerofłot Open–B).
Wielokrotna reprezentantka Węgier w turniejach drużynowych, m.in. na szachowej olimpiadzie (2012), drużynowych mistrzostwach Europy (2013) oraz turniejach o Puchar Mitropa (ang. Mitropa Cup, 2007, 2009 – złoty medal za indywidualny wynik na I szachownicy, 2010 – brązowy medal wspólnie z drużyną).
Najwyższy ranking w dotychczasowej karierze osiągnęła 1 maja 2013, z wynikiem 2307 punktów zajmowała wówczas 7. miejsce wśród węgierskich szachistek.